# Португальская война за независимость
Война за независимость Португалии (порт. Guerra da Restauração) — серия народных волнений, конфликтов и военных действий, направленных на восстановление Португалией независимости от испанской короны. 1 декабря 1640 года 60-летняя Иберийская уния (1580—1640) двух государств под главенством Испании была расторгнута португальской стороной. 1 декабря стало Днём независимости Португалии.

## Предыстория
В 1580 году испанский король Филипп II завладел португальской короной. Таким образом, Португалия утратила свою независимость в результате династической унии с Испанией, которая на практике оказалась невыгодна обеим странам. Слабеющая Испания не могла справиться с управлением огромными, разбросанными по всему миру португальскими колониями, частью которых овладели голландцы, хотя и наслаждалась престижем от многократно возросших владений. Португалия же более не являлась субъектом международного права, а потому не могла самостоятельно защищать свои бывшие владения, бессильно взирая на их утрату. Вследствие унии с Испанией португальцы автоматически стали врагами всех врагов Испании и оказались втянуты в бесконечные войны, которые Испания вела со своими северными соперниками — Англией и Нидерландами, хотя до унии у Португалии ещё с заключения Виндзорского договора были хорошие отношения с Англией (после восстановления независимости Португалии в 1640 году возобновился и англо-португальский союз).
В результате войн и налогов португальцы продолжали беднеть. Испанская инквизиция также начала преследование маранов (насильственно крещённых евреев) в самой Португалии. Началась их массовая эмиграция (более 300 тыс. человек). Определённую роль в провале унии сыграла разница менталитета двух народов, их разные взгляды на жизнь и разная культура, несмотря на общее происхождение и близость языков.

## Народные восстания
Из-за непомерных налогов в 1637—1638 годах в стране начались первые народные волнения. 21 августа 1637 года вспыхнуло восстание в Эворе. Бунтовщики изгнали из города испанского наместника-коррехидора, уничтожили налоговые списки, разгромили тюрьму и правительственные учреждения, на улицах прозвучали первые отчётливые призывы к борьбе за независимость страны.
Несмотря на народный гнев, португальская знать поначалу опасалась открыто поддержать восставших, чтобы не потерять своих привилегий в случае неудачи. К примеру, дворяне той же Эворы организовали свою хунту во главе с местным архиепископом с целью утихомирить восставших и попытаться выставить себя в роли стражей незыблемой власти Мадрида.
Подобную же позицию первоначально занимал и герцог Жуан Браганский, который считался неофициальным кандидатом на португальский престол. Несмотря на дворянские усилия, в течение почти полугода в Эворе шло брожение и власть толпы стала реальностью. Не заставили себя долго ждать и волнения в других городах и регионах: Алентежу, Алгарви, Лиссабоне и др. Подавить восстание испанским властям удалось лишь к марту 1638. Официальным королём Испании и Португалии в это время был Филипп IV Габсбург (1621—1640).

## Восстановление независимости. Начало войны
Хотя народные выступления были подавлены, среди португальской аристократии возник заговор с целью свержения власти Испании. Получив согласие Жуана, дворяне приступили к действиям. В то время Португалия находилась под управлением Маргариты Савойской, герцогини Мантуанской. 1 декабря 1640 года заговорщики ворвались в королевский дворец, арестовали принцессу и рассеялись по городу с громкими криками: «Да здравствует свобода! Да здравствует король Жуан IV»! Восстание быстро охватило город. Вся Португалия дружно восстала против испанцев. 15 декабря Жуан IV был коронован королем и положил, таким образом, начало новой династии Браганса. Португальские кортесы — сословное собрание — принесли новому королю присягу уже в январе 1641 года.
Сразу же Жуан IV предпринял несколько шагов, чтобы укрепить свою позицию. 11 декабря 1640 года был создан «Военный совет», чтобы организовать все военные операции. Затем король создал «Пограничный совет», чтобы позаботиться о крепостях возле границы, защите Лиссабона, а также гарнизонов и морских портов. Он также организовал армию, восстановил «военные законы короля Себастьяна» и предпринял действия, чтобы восстановить хорошие отношения с Англией.
Одержав несколько небольших побед, Жуан попытался быстро заключить мир. Однако его требование, чтобы испанский король Филипп IV признал новую правящую династию в Португалии, не было выполнено. Началась война с Испанией, длившаяся 28 лет.
В войне можно выделить три периода: первый (1640—1646), когда несколько сражений продемонстрировали, что португальцы не могут быть легко возвращены под власть испанских Габсбургов; второй (1646—1660), характеризующийся небольшими пограничными стычками и кавалерийскими набегами, так как Испания была занята войной в других местах Европы; третий (1660—1668), в течение которого испанский король Филипп IV безуспешно пытался в решающем сражении заставить португальцев подчиниться.

## Ход войны
26 мая 1644 года произошло сражение при Монтихо недалеко от Бадахоса между португальцами и испанцами, закончившееся победой португальской армии. В это же время португальский город Элваш выдержал девятидневную осаду испанских войск. В этот же период Португалия начала борьбу за возвращение контроля над своими колониями, часть которых во время унии захватили Нидерланды. В 1654 году португальские войска вытеснили голландцев из северо-востока Бразилии, восстановив территориальную целостность южноамериканских владений Португалии.
В 1658 году бои переместились на север страны. Испанцы завоевали Лапелу и отбили Сальватьерру, разбив португальцев в сражении при Виланове.
В конце 1658 года испанцы блокировали Элваш; португальцы двинулись на выручку и 14 января 1659 года в битве на линиях Элваша их войска под командованием Антониу Луиша де Менезиша и Санчо Маноэля де Вильены одержали громкую победу над противником, потерявшим более 11 тысяч человек и отступившим к Бадахосу. Затем испанцы осадили португальский город Монсан, который пал 7 февраля 1659 года.
7 ноября 1659 года был подписан Пиренейский мир, положивший конец долгой войне Испании с Францией, и испанские войска снова получили свободу подавлять португальское «восстание». Они снова осадили Элваш, но Антониу Луиш де Менезиш снова разбил их. Граф Кастель Мельор, стоявший во главе управления Португалии, образовал сильное португальское войско, присоединив к нему солдат, присланных Англией, и французских и немецких волонтёров.
Испытывая недостаток в опытных офицерах, португальское правительство предложило французскому генералу Шомбергу должность военного губернатора провинции Алентежу. 13 ноября 1660 года Шомберг высадился в Лиссабоне с 400—500 человек опытных офицеров и старых солдат. Несмотря на жалкое состояние португальского войска, происки и интриги вельмож, Шомберг довел до конца своё тяжелое дело.
В первую очередь он должен был навести порядок в подчиненных войсках, в чём он преуспел, а медленная реакция Испании дала ему на это время. Командующий испанской армией Дон Хуан Австрийский начал военные действия только в июне, выступив с 10 000 пехоты и 5000 кавалерии из Бадахоса в Алентежу. Португальцы смогли выставить против него только 13 000 человек, но благодаря искусному командованию Шомберга, испанцы в 1660—1662 годах смогли взять только небольшие крепости Арахусс близ Эльваса и Ферумей на Гвадиане. Последнее Шомберг не мог спасти из-за разногласий с португальскими генералами, из-за козней которых он даже хотел подать в отставку и только по совету Людовика XIV он остался на службе, приняв также под командование несколько тысяч вспомогательных французских и английских войск.
В 1663 году, казалось, что счастье было на стороне испанских войск. Дон Хуан взял значительную крепость Эвора, прежде чем португальцы смогли выступить на помощь со своей укрепленной позиции у Эштремоша. Но когда испанцы двинулись из Эворы в Аранчес за подкреплениями, Шомберг встретил их 8 июня при Эштремоше и разбил, захватив в плен 5000 человек. Следом за этой победой португальская армия во главе с Санчо Маноэлем де Вильена и графом Мертолой отбила Эвору у испанских оккупантов практически без потерь. Весь испанский гарнизон сдался. После этого португальский король Афонсу VI, отозвав из армии графа Вильафлора, назначил Менезиша, маркиза Мариальву генералиссимусом, а графа Шомберга пожаловал португальским грандом, под именем графа Мертола.
Кампания 1664 года замечательна только захватом португальцами Валенсии-де-Алькантары и победой португальцев 7 июля в сражении при Каштелу-Родригу.
Новый командующий испанскими войсками Луис де Бенавидес Каррильо взял после осады город Вила-Висоза, но не смог захватить цитадель. Подошедшая португальская армия во главе с Менезишем атаковала испанцев и одержала решительную победу в сражении при Монтиш-Кларуше. Испанцы бежали, потеряв 14 тысяч, обратно за Гвадиану и позже ограничивали свои действия бесполезными маршами и незначительными стычками.
В январе 1666 года Шомберг предпринял экспедицию в Андалусию, захватив укрепленные города Алгуэрра-де-ла-Пуэбло, Паямого и Сент Лукар, а в начале июня уже был снова в Эштремоше. Возникшие в Мадриде и Лиссабоне интриги, следствием которых было низведение с престола Афонсу VI и восшествие Дона Педру, замедлили боевые действия со стороны обоих противоборствующих государств.
13 февраля 1668 года в Лиссабоне был подписан мирный договор, Испания признала независимое Португальское государство.